# Mammea
Genre
Mammea est un genre d'arbres de la famille des Calophyllaceae.

## Liste des espèces
Selon GBIF (3 septembre 2024) :
- Mammea acuminata (Kosterm.) Kosterm.
- Mammea africana G.Don
- Mammea ambrensis (H.Perrier)
- Mammea americana L.
- Mammea anastomosans (Miq.) Kosterm.
- Mammea angustifolia Planch. & Triana
- Mammea antongilensis
- Mammea aruana Kosterm.
- Mammea bongo (R.Vig. & Humbert) Kosterm.
- Mammea brevipetiolata Kosterm.
- Mammea calciphila Kosterm.
- Mammea calophylloides Kosterm.
- Mammea castrae P.F.Stevens
- Mammea cauliflora (Baker) P.F.Stevens
- Mammea congregata (Boerl.) Kosterm.
- Mammea cordata P.F.Stevens
- Mammea decaryana (H.Perrier) J.-F.Leroy
- Mammea decipiens (Baill.)
- Mammea emarginata Moc. & Sesse. ex DC., 1824
- Mammea eugenioides Planch. & Triana
- Mammea furfuracea P.F.Stevens
- Mammea glauca (Merr.) Kosterm.
- Mammea glaucifolia (H.Perrier) Kosterm.
- Mammea grandifolia P.F.Stevens
- Mammea griseo-flavescens P.F.Stevens
- Mammea harmandii (Pierre) Kosterm.
- Mammea immansueta D' Arcy
- Mammea lancilimba Kosterm.
- Mammea malayana Kosterm.
- Mammea megaphylla (J.-F.Leroy) P.F.Stevens
- Mammea micrantha (Pierre) Kosterm.
- Mammea multiflora (O.Hoffm.)
- Mammea nervosa (Kurz) Kosterm.
- Mammea neurophylla (Schltr.) Kosterm.
- Mammea novoguineensis (Kaneh. & Hatus.) Kosterm.
- Mammea odorata (Raf.) Kosterm.
- Mammea orthoclada (Baker)
- Mammea papuana (Lauterb.) Kosterm.
- Mammea papyracea P.F.Stevens
- Mammea perrieri (R.Vig. & Humbert) P.F.Stevens
- Mammea pseudoprotorhus (H.Perrier) P.F.Stevens
- Mammea punctata (H.Perrier) P.F.Stevens
- Mammea ramiflora (Merr.) Kosterm.
- Mammea reticulata Kosterm.
- Mammea sanguinea (Jum. & H.Perrier) Kosterm.
- Mammea sessiliflora (Poir.) Planch. & Triana
- Mammea siamensis (Miq.) T.Anderson
- Mammea similis Goudot, 1893
- Mammea sinclairii Kosterm.
- Mammea subsessilifolia (Hochr.) Kosterm.
- Mammea suriga (Buch.-Ham. ex Roxb.) Kosterm.
- Mammea timorensis Kosterm.
- Mammea touriga (C.T.White & Francis) L.S.Sm.
- Mammea usambarensis Verdc.
- Mammea veimauriensis P.F.Stevens
- Mammea woodii Kosterm.
- Mammea yunnanensis (Li) Kosterm.
- Mammea zeereae P.F.Stevens

## Systématique
Le nom correct complet (avec auteur) de ce taxon est Mammea L..
Ce taxon porte en français les noms vernaculaires ou normalisés suivants : Mammée, Mammél, Mammée, Mammél.
Mammea a pour synonymes :
- Calysaccion Wight
- Lolanara Raf.
- Mamei Mill.
- Paramammea J.-F.Leroy
- Potamocharis Rottb.